# 小行星8867
小行星8867（英語：8867 Tubbiolo）是一颗围绕太阳公转的小行星。1992年1月29日，太空监视在基特峰发现了此天体。
这颗小行星的绝对星等为79.89143等。